# Sportåret 1816

## Händelser

### Boxning
- 6 maj – Jem Ward besegrar George Robinson i Stepney Fields. Matchen varar i 45 minuter.[1]

- 18 juni – Jem Ward besegrar Bill Wall i Limehouse Fields. Matchen varar i två timmar.[1]

- 7 november – Tom Cribb besegrar en icke namngiven motståndare och försvarar därmed sin engelska mästerskapstitel i tungvikt. Matchen varar i 20 minuter.[2]

## Bildade föreningar och klubbar

Hamburger Turnerschaft von 1816:s logotyp.

- 2 september – Hamburger Turnerschaft von 1816, tysk gymnastikförening[3]